# Gerd Peters
Gerd Peters (* 8. Januar 1934 in Berlin-Neukölln; † 23. Februar 2023 in Rostock) war ein deutscher Seeoffizier, Journalist und Autor. In den 1970er und 1980er Jahren war er als „Fernsehkapitän“ im Fernsehen der DDR bekannt.

## Leben
Gerd Peters wuchs in Berlin auf. Seine Eltern waren begeisterte Segler, so dass diese Leidenschaft schon als Kind auf ihn übersprang. Im Zweiten Weltkrieg zog er mit ihnen nach Schlesien, da die Fabrik, in der sein Vater arbeitete, dorthin verlagert wurde. Das Kriegsende erlebte Gerd Peters in Thüringen. Zurück in Berlin erlernte er nach Beendigung seiner Schulzeit den Beruf eines Stahlschiffbauers. Nach einer kurzen Lehrertätigkeit absolvierte er von 1954 bis 1958 eine Ausbildung zum Marineoffizier und diente bis 1960 als Kommandant eines Minenräumbootes der Seestreitkräfte der DDR im Range eines Obermeisters. Von 1960 bis 1962 fuhr er als Offizier auf dem Segelschulschiff  Wilhelm Pieck. 1963 begann er eine Ausbildung zum nautischen Offizier und war als solcher auf dem FDGB-Urlauberschiff Völkerfreundschaft und Schiffen der Deutschen Seereederei (DSR) tätig. Im Jahr 1969 wurde Gerd Peters zum Kapitän ernannt und führte die Typ-IV-Schiffe Dresden und Berlin der DSR. Ab 1970 war er in der Leitung der DSR und des Kombinats Seeverkehr und Hafenwirtschaft in verschiedenen Funktionen tätig. Zwischen 1972 und 1981 fuhr er zusätzlich als Kapitän auf der Völkerfreundschaft als Urlaubsvertreter des Stammkapitäns.
Ab 1972 war Gerd Peters häufiger Gast in der Radiosendung Stammtisch der Fahrensleute vom Sender Rostock beim Rundfunk der DDR. Beim DDR-Fernsehen moderierte er die Sendungen Musik & Snacks vor’m Hafen und Logbuch der Seefahrt des Ostseestudios Rostock. Gemeinsam mit Eva Stein schrieb er das Drehbuch der Folge „Lotse an Bord“ für die 1977 ausgestrahlte Fernsehserie Zur See, die er auch als Fachberater unterstützte und in deren Folge 8 („Die Verhandlung“) er in einer Nebenrolle als Havariekommissar mit dem Dienstgrad eines Fregattenkapitäns zu sehen ist.
Im Jahr 1988 verließ er auf eigenen Wunsch die DSR, um sich auf seine journalistische Tätigkeit zu konzentrieren. Ab 1989 war er als freier Journalist und Buchautor tätig.
Gerd Peters war zeitlebens Mitglied in Segelvereinen in Berlin und an der Ostsee.
Er starb am 23. Februar 2023 in Rostock im Alter von 89 Jahren.

## Schriften
- Der Nord-Ostsee-Kanal. Koehlers Verlagsgesellschaft, Hamburg 1995, ISBN 3-7822-0626-6.
- Typ IV.  Die legendären Frachter der DSR. Koehlers Verlagsgesellschaft, Hamburg 1998, ISBN 3-7822-0721-1.
- Vom Urlauberschiff zum Luxusliner. Die Seetouristik des VEB Deutsche Seereederei Rostock. Koehlers Verlagsgesellschaft, Hamburg 2005, ISBN 3-7822-0920-6.
- Meine seemännischen Fehler.  Hinstorff Verlag, Rostock 2012, ISBN 978-3-356-01481-5.
- Ich wollte zur See. Hinstorff Verlag, Rostock 2014, ISBN 978-3-356-01823-3.
- Seefahrt ist für lebenslänglich. Hinstorff Verlag, Rostock 2017, ISBN 978-3-356-02140-0.
- DSR-LINES intern – Insider erzählen. Vom schnellen Aufbau und langsamen Ende der DDR-Handelsflotte. Books on Demand, Norderstedt 2024, ISBN 978-3-7578-8206-8